# Акбастау (Жанааркинский район)
Акбастау (каз. Ақбастау) — село в Жанааркинском районе Карагандинской области Казахстана. Входит в состав Ералиевского сельского округа. Код КАТО — 354453200.

## Население
В 1999 году население села составляло 171 человек (97 мужчин и 74 женщины). По данным переписи 2009 года, в селе проживало 168 человек (98 мужчин и 70 женщин).